# Jiazhi (sockenhuvudort i Kina, Zhejiang Sheng, lat 28,67, long 121,38)
Jiazhi (kinesiska: 葭沚, 葭沚街道) är en sockenhuvudort i Kina. Den ligger i provinsen Zhejiang, i den östra delen av landet, omkring 210 kilometer sydost om provinshuvudstaden Hangzhou. Antalet invånare är 117 912. Befolkningen består av 56 920 kvinnor och 60 992 män. Barn under 15 år utgör 13,0 %, vuxna 15-64 år 80 %, och äldre över 65 år 6,0 %.
Runt Jiazhi är det mycket tätbefolkat, med 1 056 invånare per kvadratkilometer. Närmaste större samhälle är Taizhou, 5,5 km öster om Jiazhi. Runt Jiazhi är det i huvudsak tätbebyggt.
Genomsnittlig årsnederbörd är 2 144 millimeter. Den regnigaste månaden är augusti, med i genomsnitt 395 mm nederbörd, och den torraste är januari, med 73 mm nederbörd.